# شرطة العاصمة
خدمة الشرطة التابعة للعاصمة (بالإنجليزية: The Metropolitan Police Service - MPS)، المعروفة سابقًا وما زالت تُعرف بشكل شائع بشرطة العاصمة أو اختصارًا "ميت"، هي قوة شرطة إقليمية مسؤولة عن تنفيذ القانون ومنع الجريمة داخل منطقة لندن الكبرى. بالإضافة إلى ذلك هي مسؤولة عن مهام متخصصة في جميع أنحاء المملكة المتحدة مثل التعامل مع مكافحة الإرهاب في جميع أنحاء المملكة المتحدة وحماية بعض الأفراد، بما في ذلك الملك والعائلة البريطانية المالكة والمسؤولين الحكوميين وغيرهم من الشخصيات المعينة. وتُعرف أيضًا بأسمائها المستعارة مثل "سكوتلاند يارد" أو "اليارد"، نسبة إلى موقع مقرها الأصلي في جريت اسكتلند يارد، وايت هول، في القرن التاسع عشر. يوجد حاليًا مقر الشرطة في نيو اسكتلند يارد على ضفاف نهر التايمز في شارع فيكتوريا.
المجال الجغرافي الرئيسي الذي تغطيه شرطة العاصمة هو منطقة شرطة العاصمة، يتكون من 32 منطقة بلدية في لندن ويستثني ميل مربع واحد من مدينة لندن – وهو حي مالي غير سكني إلى حد كبير، وتتم مراقبته من قبل شرطة مدينة لندن. تتحمل شرطة العاصمة مسؤوليات كبيرة وتواجه تحديات فريدة باعتبارها القوة المسؤولة عن معظم منطقة العاصمة البريطانية، مثل حماية 164 سفارة ومفوضية رفيعة المستوى، ومراقبة مطاري مدينة لندن وهيثرو، وحماية قصر وستمنستر، وإدارة عدد أكبر من الاحتجاجات والفعاليات مقارنة بأي قوة شرطة بريطانية أخرى، حيث تم تسجيل 3500 فعالية من هذا النوع في عام 2016.
من حيث عدد الضباط، تعد شرطة العاصمة أكبر قوة شرطة في المملكة المتحدة. باستثناء أدوارها الوطنية، تشرف شرطة العاصمة على أصغر منطقة جغرافية أولية مقارنة ببقية قوات الشرطة الإقليمية في المملكة المتحدة. تعمل القوة تحت قيادة مفوض شرطة العاصمة، الذي يتابع مباشرة مع عمدة لندن من خلال مكتب العمدة للشرطة والجريمة ووزارة الداخلية. وقد تم شغل منصب المفوض لأول مرة بشكل مشترك من قبل السير تشارلز روان والسير ريتشارد ماين، ويشغل السير مارك راولي حاليًا هذا المنصب منذ يوليو 2022.

## التاريخ
تأسست شرطة العاصمة في عام 1829 على يد وزير الداخلية البريطاني السير روبرت بيل بموجب قانون شرطة العاصمة لعام 1829. وفي 29 سبتمبر من نفس العام ظهر أول رجال الشرطة التابعين لهذه الخدمة في شوارع لندن. وبعد مرور عشر سنوات عزز قانون شرطة العاصمة لعام 1839 عمليات الشرطة داخل لندن من خلال توسيع منطقة شرطة العاصمة وإما إلغاء أو دمج الهيئات الأخرى المسؤولة عن تطبيق القانون داخل لندن مع شرطة العاصمة مثل شرطة نهر التايمز وشرطة شارع بو.

## الحوكمة
منذ يناير 2012 أصبح عمدة لندن مسؤولًا عن إدارة شرطة العاصمة من خلال مكتب العمدة للشرطة والجريمة (MOPAC). يُسمح للعمدة بتعيين شخص للعمل نيابةً عنه. اعتبارًا من نوفمبر 2024 تشغل كايا كومر-شوارتز منصب نائب العمدة للشرطة والجريمة. يتم مراقبة عمل مكتب العمدة للشرطة والجريمة من قبل لجنة الشرطة والجريمة (المعروفة أيضًا بلجنة الشرطة والجريمة) التابعة لجمعية لندن. تم إنشاء هذه الهيئات بموجب قانون إصلاح الشرطة والمسؤولية الاجتماعية لعام 2011 لتحل محل مجلس إدارة شرطة العاصمة الذي تم تعيينه في عام 2000 بموجب قانون هيئة لندن الكبرى لعام 1999.
قبل عام 2000 كانت شرطة العاصمة تخضع لسلطة وزير الداخلية، وكانت القوة الشرطية الإقليمية الوحيدة في بريطانيا التي تديرها الحكومة المركزية. كان مكتب شرطة العاصمة (MPO)، على الرغم من مقره في سكوتلاند يارد، قسمًا تابعًا لوزارة الداخلية تم إنشاؤه في عام 1829 وكان مسؤولًا عن الإدارة اليومية للقوة. كان هذا المكتب يديره سكرتير مدني يعادل في الرتبة مساعدي المفوضين، ويعمل تحت سلطة مسؤول مالي مدني، يعادل في الرتبة نائب المفوض، وكان يشغل منصب المدير المالي للقوة.

## منطقة الشرطة والقوات الأخرى
تُعرف المنطقة التي تغطيها شرطة العاصمة باسم منطقة شرطة العاصمة. كانت شرطة العاصمة مقسمة إلى 32 وحدة قيادة عملياتية على مستوى الأحياء، متطابقة مباشرة مع 32 حيًا من أحياء لندن. ولكن منذ عام 2017 تغير هذا الوضع مع محاولة الشرطة توفير المال بسبب تخفيضات التمويل. أصبحت المنطقة الآن مقسمة إلى 12 وحدة قيادة أساسية تضم اثنين أو ثلاثة أو أربعة أحياء مما أثار انتقادات لهذه التغييرات. تُعتبر مدينة لندن (التي ليست جزءًا من أحياء لندن) منطقة شرطة مستقلة تخضع لمسؤولية شرطة مدينة لندن.
يقع المقر الرئيسي لشرطة العاصمة في "سكوتلاند يارد الجديد". تتولى شرطة وزارة الدفاع مسؤولية تأمين ممتلكات وزارة الدفاع في جميع أنحاء المملكة المتحدة، بما في ذلك مقر الوزارة في وايتهول والمنشآت الأخرى التابعة للوزارة في منطقة شرطة العاصمة.
أما شرطة النقل البريطانية (بالإنجليزية: British Transport Police - BTP)، فهي مسؤولة عن تأمين شبكة السكك الحديدية في بريطانيا العظمى، بما في ذلك لندن. وفي لندن، تشمل مسؤولياتها تأمين مترو الأنفاق، الترامات، التلفريك، وسكك حديد دوكلاندز الخفيفة.
في عام 2004، تم دمج شرطة الحدائق الملكية الإنجليزية، التي كانت تقوم بدوريات في عدد من الحدائق الكبرى في لندن الكبرى، مع شرطة العاصمة، وأصبحت تلك الحدائق الآن تحت إشراف وحدة القيادة التشغيلية للحدائق الملكية. بالإضافة إلى ذلك هناك قوة شرطة صغيرة هي شرطة كيو، المسؤولة عن حدائق النباتات الملكية، وتتمتع هذه القوة بسلطات شرطة كاملة داخل الحديقة. كما تحافظ بعض السلطات المحلية على قوات شرطة محلية للحدائق، مثل شرطة حدائق واندزورث، وشرطة حدائق كينسينغتون وتشيلسي، وشرطة حدائق هافيرينغ، وشرطة هامبستيد هيث. يتمتع جميع أفراد هذه القوات بسلطات اعتقال دون مذكرة بوصفهم رجال شرطة.
يمتلك ضباط شرطة العاصمة اختصاصًا قانونيًا في جميع أنحاء إنجلترا وويلز، بما في ذلك المناطق التي لديها قوات شرطة خاصة مثل شرطة وزارة الدفاع، كما هو الحال بالنسبة لضباط جميع قوات الشرطة الإقليمية. ولدى الضباط سلطات محدودة في اسكتلندا وأيرلندا الشمالية. داخل منطقة شرطة العاصمة، تتولى شرطة العاصمة التحقيق في أي جريمة خطيرة من شرطة وزارة الدفاع أو شرطة النقل البريطانية إذا كان ذلك مناسبًا. عادةً ما تُحقق الشرطة في الحوادث الإرهابية وقضايا القتل المعقدة، حتى لو وقعت على ممتلكات وزارة الدفاع أو شبكة السكك الحديدية.
إحدى الحالات الاستثنائية لاختصاص ضباط شرطة العاصمة هي أن الضباط المكلفين بحماية العائلة الملكية والشخصيات المهمة لديهم سلطات شرطة كاملة في اسكتلندا وأيرلندا الشمالية فيما يتعلق بهذه المهام.

## التنظيم والبنية
تُقسم شرطة العاصمة إلى المديريات التالية:
- الشرطة الميدانية (Frontline Policing)
- العمليات المركزية (Met Operations)
- العمليات المتخصصة (Specialist Operations)
- المهنية (Professionalism)
- خدمات الدعم المشترك (Shared Support Services)، وهي جزء من مقر شرطة العاصمة.

تخضع كل مديرية لإشراف مفوض مساعد أو لمدير من الموظفين المدنيين في حالة الأقسام الإدارية، وهو ما يعادل درجة موظفي الشرطة المدنيين. يتألف مجلس الإدارة من المفوض، نائب المفوض، المفوضين المساعدين، والمديرين.

## الرتب
يستخدم جهاز شرطة العاصمة الرتب القياسية للشرطة البريطانية، والتي تُحدد من خلال الشارات على الكتفين، حتى رتبة المشرف العام (بالإنجليزية: Chief Superintendent). ومع ذلك، يتميز الجهاز بوجود خمس رتب فوق هذا المستوى بدلاً من الثلاث القياسية، وهي:
- قائد (Commander)
- نائب مفوض مساعد (Deputy Assistant Commissioner)
- مفوض مساعد (Assistant Commissioner)
- نائب المفوض (Deputy Commissioner)
- ضباط شرطة في شوارع سوهو. منذ عام 1863 يرتدي رجال الشرطة والرقباء خوذة الحارس (في الوسط) أثناء الدوريات الراجلة.المفوض (Commissioner).

جميع الضباط الكبار من رتبة قائد وما فوق يُعتبرون ضباط شرطة رئيسيين في المجلس الوطني لرؤساء الشرطة، الذي كان يُعرف سابقًا باسم رابطة كبار ضباط الشرطة. في أكتوبر 2003 وافقت شرطة العاصمة على استخدام شارات الأسماء، حيث بدأ المجندون الجدد في ارتداء الشارات اللاصقة في سبتمبر 2004. تتضمن الشارة رتبة الضابط تليها لقبه. يُمنح كل ضابط رقم تعريف فريد يتضمن رمزًا مكونًا من حرفين يمثل وحدة القيادة الأساسية.
بعد الجدل حول اعتداءات قام بها ضباط بزي رسمي دون إظهار أرقام تعريف الكتف خلال قمة مجموعة العشرين صرّح المفوض السير بول ستيفنسون قائلاً: "لدى الجمهور الحق في التعرف على أي ضابط يرتدي الزي الرسمي أثناء أداء واجبه" من خلال أرقام تعريف الكتف الخاصة بهم.
الشارات
هيكل الرتب للضباط النظاميين في شرطة العاصمة، مع تصميم شارات الكتف، هو كما يلي (من الأعلى إلى الأدنى):
| رتب شرطة العاصمة      | رتب شرطة العاصمة                  | رتب شرطة العاصمة                        | رتب شرطة العاصمة                                    | رتب شرطة العاصمة   | رتب شرطة العاصمة                    | رتب شرطة العاصمة        | رتب شرطة العاصمة               | رتب شرطة العاصمة   | رتب شرطة العاصمة  | رتب شرطة العاصمة   |
| --------------------- | --------------------------------- | --------------------------------------- | --------------------------------------------------- | ------------------ | ----------------------------------- | ----------------------- | ------------------------------ | ------------------ | ----------------- | ------------------ |
| المفوض (Commissioner) | نائب المفوض (Deputy Commissioner) | المفوض المساعد (Assistant Commissioner) | نائب المفوض المساعد (Deputy Assistant Commissioner) | القائد (Commander) | المشرف العام (Chief Superintendent) | المشرف (Superintendent) | الرقيب الأول (Chief Inspector) | المفتش (Inspector) | الرقيب (Sergeant) | الشرطي (Constable) |
|                       |                                   |                                         |                                                     |                    |                                     |                         |                                |                    |                   |                    |

تضم شرطة العاصمة أيضًا عدة وحدات نشطة من متطوعي شرطة الكشافة (بالإنجليزية: Volunteer Police Cadets)، والتي تحتفظ بهيكل داخلي خاص للرتب. تُعتبر الشرطة الخاصة لشرطة العاصمة (بالإنجليزية: Metropolitan Special Constabulary) قوة من ضباط الشرطة المتطوعين العاملين بدوام جزئي، وهي مرتبطة بمعظم وحدات القيادة العملياتية على مستوى الأحياء.
رتب الشرطة الخاصة لشرطة العاصمة، كما هو يلي (من الأدنى إلى الأعلى):
| رتب الشرطة الخاصة لشرطة العاصمة                                           | رتب الشرطة الخاصة لشرطة العاصمة | رتب الشرطة الخاصة لشرطة العاصمة  | رتب الشرطة الخاصة لشرطة العاصمة              | رتب الشرطة الخاصة لشرطة العاصمة       | رتب الشرطة الخاصة لشرطة العاصمة                   |
| ------------------------------------------------------------------------- | ------------------------------- | -------------------------------- | -------------------------------------------- | ------------------------------------- | ------------------------------------------------- |
| الشرطي الخاص (Special Constable)                                          | الرقيب الخاص (Special Sergeant) | المفتش الخاص (Special Inspector) | الرقيب الأول الخاص (Special Chief Inspector) | المشرف الخاص (Special Superintendent) | المشرف العام الخاص (Special Chief Superintendent) |
|                                                                           |                                 |                                  |                                              |                                       |                                                   |
| بعض هذه الرتب والكتافات ليست مماثلة للرتب الأخرى في شرطة المملكة المتحدة. |                                 |                                  |                                              |                                       |                                                   |

تم التخلي عن استخدام البادئة "امرأة" (woman) قبل رتب الضباط الإناث منذ عام 1999. يضيف أعضاء إدارة التحقيقات الجنائية حتى رتبة المشرف العام (Chief Superintendent) كلمة "محقق" (Detective) كبادئة قبل رتبهم. وتعتبر رتب المحققين معادلة في المستوى للرتب النظامية المناظرة.
تمنح أقسام أخرى، مثل الفرع الخاص (Special Branch) وحماية الطفل (Child Protection)، للموظفين غير المحققين حالة "محقق فرع" (Branch Detective)، مما يسمح لهم باستخدام البادئة "محقق" (Detective) أمام أسمائهم.
لا تُمنح هذه الرتب الخاصة بالمحققين أي رواتب إضافية أو صلاحيات إشرافية مقارنة بزملائهم النظاميين الذين يشغلون نفس الرتب.

## الشعارات
|  | القمةثلاثة أسهم، واحد باللون الشاحب واثنان باللون الصليبي، على إكليل من الفضة والأزرق، ذات أشواك متجهة إلى الأسفل، مناسبة، ذات شريط أزرق ومزينة بالتاج الملكي المناسب.شعار النبالةباب حديدي أزرق سماوي، مقيد داخل سلسلة مزدوجة من الأزهار المضادة للزهور الفضية.التدعيماتعلى كلا الجانبين أسد متوحش حارس فضي اللون، يرتدي طوقًا أزرق اللون، يتناوب مع البيزانت والنحل المجنح، ممسكًا بمخلبه الداخلي عمودًا أور. |

|  | الشارةتتكون الشارة من دائرة زرقاء، تحتوي على الرمز الملكي لجلالة الملك تشارلز الثالث باللون الفضي، محاطًا بدائرة زرقاء محاطة بحواف فضية، ومكتوب عليها الكلمات "شرطة العاصمة" (Metropolitan Police) بحروف فضية. يتم وضع الشارة على نجم ذو ثماني نقاط رئيسية و56 نقطة أصغر باللون الفضي، ويعلوها التاج الملكي الرسمي. |

## ضباط الشرطة
تشمل شرطة العاصمة ضباطًا بدوام كامل و مدفوعي الأجر يُعرفون بـ "العاديين" (regulars)، بالإضافة إلى ضباط متطوعين بدوام جزئي من شرطة العاصمة الخاصة (Metropolitan Special Constabulary). يتمتع كل من الضباط العاديين والمتطوعين بسلطات الشرطة الكاملة، ويرتدون نفس الزي الرسمي ويحملون نفس المعدات. كما هو الحال في باقي أنحاء المملكة المتحدة، لا يُعتبر "العاديون" موظفين بل خدامًا ملكيين، ويشغلون منصب شرطي.

### الأعداد التاريخية للضباط
- 1852: 5,625[34]
- 1866: 6,839[35]
- 1877: 10,336^[36]
- 1887: 14,191[37]
- 1912: 20,529[38]
- 1929: 19,290[39]
- 1938: 18,511
- 1944: 17,976*[40]
- 1952: 16,400[41]
- 1965: 18,016[42]
- 1984: 27,000 (تقريبي)[43]
- 2001: 25,000 (تقريبي)[44]
- 2003: 28,000 (تقريبي)[45]
- 2004: 31,000 (تقريبي)[45]
- 2009: 32,543 (باستثناء 2,622 من ضباط الشرطة الخاصة)[46]
- 2010: 33,260 (باستثناء 3,125 من ضباط الشرطة الخاصة)[46]
- 2011: 32,380 (باستثناء 4,459 من ضباط الشرطة الخاصة)[47]
- 2013: 30,398 (باستثناء 5,303 من ضباط الشرطة الخاصة)[48]
- 2014: 30,932 (باستثناء 4,587 من ضباط الشرطة الخاصة)[49]
- 2015: 31,877[50]
- 2016: 32,125[50]
- 2017: 30,817[51]
- 2019: 30,980 (باستثناء 1,749 من ضباط الشرطة الخاصة)
- 2020: 32,766 (باستثناء 1,874 من ضباط الشرطة الخاصة)[52]
- 2024: 33,972 (باستثناء 1,296 من ضباط الشرطة الخاصة)

*يشمل الضباط المؤقتين من فترة الحرب
^يشمل 753 ضابطًا يعملون في تأمين وولويتش أرسنال ومرافق الدوائر الملكية في تشاثام، بورتسموث، بمبروك، ديفونبورت، وروسايث.
الأعداد الحالية
- ضباط الشرطة (العاديون – من جميع الرتب): 33,972[53]
- ضباط الشرطة المدربين تدريبًا خاصًا (STO): 7,615[54]
- ضباط الشرطة (الخاصة – من جميع الرتب): 1,445[52]

## الموظفون وضباط دعم المجتمع المحلي
يتكون طاقم موظفي شرطة العاصمة من مدنيين غير مفوضين. عند تأسيس شرطة العاصمة في عام 1829 كان العدد الإجمالي للموظفين ستة فقط (المُستلم، اثنان من موظفيه الإداريين، وثلاثة كتاب مفوضين، مع العلم أن المفوضين كانوا أيضًا غير مفوضين حتى عام 2011). اليوم يشمل الطاقم موظفي دعم المجتمع المحلي، وضباط الاحتجاز المعينين، بالإضافة إلى العديد من الأدوار غير المتصلة بالضباط. الأعداد الحالية:
- موظفو الشرطة (ضباط الاحتجاز المعينين): 614[51]
- موظفو الشرطة (آخرين): 9,814[52]

## الموارد

### الأسطول
منذ عام 2023 يتألف أسطول شرطة العاصمة من حوالي 5,200 مركبة. في عام 2018 قطع الأسطول مسافة 46,777,720 ميلاً (75,281,440 كم). يشمل الأسطول مجموعة متنوعة من المركبات، منها:
- مركبات الاستجابة للحوادث: تُستخدم في المهام الأمامية مثل الدوريات والاستجابة للطوارئ.
- السيارات السرية: مركبات غير مميزة تُستخدم في العديد من الإدارات.
- مركبات الاستجابة المسلحة: تنقل ضباط الأسلحة النارية المعتمدين للتعامل مع الحوادث التي تنطوي على أسلحة فتاكة.
- وحدات المرور: تتعامل مع الحوادث المرورية وتطبيق قوانين المرور.
- الدراجات النارية: تُستخدم للدوريات والاستجابة السريعة.
- دراجات صعبة التضاريس: تُستخدم لمكافحة عصابات الدراجات النارية.
- وحدات التحقيق في الحوادث: تحقق في الحوادث المرورية الكبرى.
- المركبات المحمية: تُستخدم في مهام حفظ النظام العام.
- ناقلات الأفراد: تنقل الضباط إلى المهام والمواقف العامة.
- الشاحنات التجارية: تتعامل مع الحوادث التي تشمل المركبات التجارية.
- وحدات الحوادث الكيميائية والبيولوجية: تتعامل مع الحوادث الكيميائية والبيولوجية والإشعاعية والنووية.
- مركبات القيادة والتحكم: تُستخدم للإشراف على العمليات.
- المركبات المدرعة: تُستخدم في مهام مكافحة الإرهاب أو حفظ النظام.
- مركبات التدريب: تُستخدم لتدريب السائقين.
- مركبات متنوعة: مثل عربات الخيول والمقطورات.

### الصيانة والعمر الافتراضي
يبلغ عمر الخدمة لمعظم المركبات بين 3 إلى 5 سنوات، ويتم استبدال أو تحديث حوالي 800 إلى 1,000 مركبة سنويًا. كانت الصيانة تتم بعقود مع شركة بابوك إنترناشونال، لكن في نوفمبر 2023، تولت شركة ريفوس فليت سليوشنز صيانة 3,700 مركبة لمدة عشر سنوات. بعد دخول ريفوس في الإدارة المالية في يونيو 2024، قامت شرطة العاصمة بشراء عمليات الصيانة الخاصة بها، مما أنقذ 165 وظيفة.
منذ عام 2012، اعتمدت شرطة العاصمة تصميم باتنبورغبت العاكس على جميع المركبات الجديدة، بتركيبات ألوان مختلفة بناءً على الخدمة المقدمة. التصميم القديم كان يتضمن شريطًا برتقاليًا يُعرف باسم "ساندويتش المربى"، والذي ظهر لأول مرة عام 1978.

#### وحدات الدعم الأخرى
- خدمة الطيران الوطنية للشرطة (NPAS): تقدم الدعم الجوي عبر المروحيات.
- وحدة الشرطة البحرية: تدير 22 قاربًا من قاعدتها في وابينغ.

### الميزانية
تم تخفيض تمويل شرطة العاصمة بسبب سياسات التقشف، كما أن التعديلات في كيفية تمويل الحكومة لمعاشات الشرطة ستؤدي إلى تخفيضات إضافية. وفيما يلي نفقات شرطة العاصمة حسب السنوات (غير معدلة لمراعاة التضخم):
| العام   | المبلغ      | ملاحظات                                              |
| ------- | ----------- | ---------------------------------------------------- |
| 1829/30 | £194,126    |                                                      |
| 1848    | £437,441    |                                                      |
| 1873    | £1.1 مليون  |                                                      |
| 1898    | £1.8 مليون  |                                                      |
| 1923    | £7.8 مليون  |                                                      |
| 1948    | £12.6 مليون |                                                      |
| 1973    | £95 مليون   |                                                      |
| 1998/9  | £2.03 مليار |                                                      |
| 2011/12 | £3.69 مليار | تم إنفاق 2.754 مليار جنيه إسترليني على أجور الموظفين |
| 2017/18 | £3.26 مليار |                                                      |

تحتفظ شرطة العاصمة (MPS) بمجموعة من الوحدات المتخصصة والمرافق لمواجهة الاحتياجات الأمنية المتنوعة في لندن. وتشمل ما يلي:

### الوحدات المتخصصة
1. قيادة الحماية
  - حماية العائلة الملكية والحماية الخاصة (RaSP): حماية العائلة الملكية، رئيس الوزراء، الوزراء، السفراء، ورؤساء الدول الزائرين. كما تتولى مسؤولية حماية القصور الملكية.[66]
  - حماية البرلمان والحماية الدبلوماسية (PaDP): توفير الحماية المسلحة لقصر وستمنستر، داونينغ ستريت، والسفارات.
  - فريق المرافقة الخاص (SEG): مرافقة الشخصيات البارزة وأحيانًا نقل السجناء ذوي المخاطر العالية.
2. قيادة شرطة الطيران
  - تقديم الشرطة المسلحة في مطاري هيثرو ومدينة لندن.[67]
3. فرقة الطيران (Flying Squad)
  - متخصصة في التحقيق واعتراض عمليات السطو المسلح.
4. قيادة جرائم العصابات (Trident)
  - التركيز على الوقاية من جرائم العصابات والتحقيق فيها.
5. قيادة الطرق والنقل
  - تشمل قسم المرور، فريق جرائم الطرق، وفريق النقل الآمن. مسؤولة عن سلامة الطرق، شرطة النقل العام، وتطبيق قوانين المرور.[68][69]
6. قيادة الأسلحة النارية المتخصصة (SCO19)
  - وحدة الاستجابة المسلحة مع ضباط متخصصين في مكافحة الإرهاب (CTSFOs).
7. وحدة دعم الكلاب (DSU)
  - استخدام الكلاب المدربة للكشف عن المخدرات، الأسلحة، القنابل، والمساعدة في ضبط النظام العام.[70]
8. وحدة شرطة البحرية (MPU)
  - الحفاظ على السلامة وإنفاذ القانون في الممرات المائية بلندن، بما في ذلك نهر التايمز.
9. فرع الخيالة
  - استخدام الخيول في ضبط النظام العام، الفعاليات الاحتفالية، والسيطرة على الحشود.[71]
10. وحدة دعم الشرطة (PSU)
  - التعامل مع الحوادث النظامية التي تتجاوز قدرات الشرطة العادية.[72]
11. مجموعة الدعم الإقليمي (TSG)
  - التعامل مع الشغب واسع النطاق، الجرائم ذات الأولوية، والتدابير المضادة للإرهاب.[73]
12. فرقة مكافحة الجريمة العنيفة (VCTF)
  - فريق مخصص مكون من 300 ضابط لمعالجة الجرائم العنيفة وجرائم السلاح.[74]
13. عملية فينيس (Operation Venice)
  - معالجة الجرائم المتعلقة بالدراجات النارية والسرقات. تستخدم تكتيكات تصادم مباشرة ضد الجناة.[75]

### المحطات
بالإضافة إلى المقر الرئيسي في نيو سكوتلاند يارد، توجد العديد من مراكز الشرطة في لندن. تتنوع هذه المراكز بين مقرات كبيرة تخدم الدوائر المختلفة وتعمل على مدار الساعة يوميًا، ومراكز أصغر قد تكون مفتوحة للجمهور فقط خلال ساعات العمل الرسمية أو في أيام محددة من الأسبوع. في عام 2017، كان هناك 73 مكتب استقبال مفتوحًا للجمهور في لندن. يمكن التعرف على معظم مراكز الشرطة بسهولة من خلال وجود مصابيح زرقاء خارج المدخل، وهي تقليد بدأ منذ عام 1861.
يعد مركز شرطة شارع بو، الذي افتتح عام 1881 وأُغلق في عام 1992، أقدم مركز لشرطة العاصمة. كما أن المحكمة المجاورة للمركز، محكمة شارع بو، استمعت إلى آخر قضية لها في 14 يوليو 2006. ومن بين المراكز الأقدم العاملة في لندن مركز وابينغ، الذي افتتح عام 1908 ويعمل كمقر لوحدة الشرطة البحرية (المعروفة سابقًا باسم قسم التايمز). يضم المركز أيضًا مشرحة ومتحف الشرطة النهرية.
أما محطة بادينغتون جرين، فقد حظيت باهتمام كبير لاستضافتها مشتبهين في قضايا الإرهاب في مجمع تحت الأرض قبل إغلاقها في عام 2017. في عام 2004، دعا معهد الأبحاث للسياسات العامة إلى تخطيط أكثر إبداعًا لمراكز الشرطة بهدف تعزيز العلاقات بين قوات الشرطة والمجتمعات المحلية. تمثل هذه المحطات جزءًا مهمًا من بنية الشرطة في لندن، حيث تجمع بين التاريخ والحداثة لدعم العمليات الشرطية وتسهيل تواصل الشرطة مع السكان.

## الإحصاءات

#### أرقام الجريمة
انظر أيضًا: الجريمة في لندن
الأرقام التالية تمثل الجرائم المُبلَغ عنها ضمن منطقة شرطة العاصمة، مختارة عبر فترات زمنية من كل ربع قرن:
- 1829/30: 20,000
- 1848: 15,000
- 1873: 20,000
- 1898: 18,838
- 1923: 15,383
- 1948: 126,597
- 1973: 355,258
- 1998/99: 934,254
- 2017/18: 827,225[81]

#### معدلات الكشف عن الجرائم
يوضح الجدول التالي النسب المئوية لمعدلات الكشف عن الجرائم وفقًا لمجموعات الجرائم المختلفة التي تعاملت معها شرطة العاصمة خلال الفترة 2010/11:
|               | الإجمالي | العنف ضد الأش | الجرائم الجنسية | السرقة | السطو | جرائم المركبات | جرائم سرقة أخرى | الإحتيال والتزوير | الضرر الجنائي | جرائم المخدرات | جرائم أخرى |
| شرطة العاصمة  | 24       | 35            | 23              | 17     | 11    | 5              | 14              | 16                | 13            | 91             | 63         |
| إنجلترا وويلز | 28       | 44            | 30              | 21     | 13    | 11             | 22              | 24                | 14            | 94             | 69         |

في عام 2017، "استبعدت" شرطة العاصمة 34,164 جريمة في اليوم الذي تم الإبلاغ عنها فيه دون إجراء تحقيق إضافي. ويُقارن ذلك بـ13,019 جريمة في العام السابق. وخلال الأشهر الخمسة الأولى من عام 2018، تم إغلاق 18,093 جريمة في غضون 24 ساعة، مما يشير إلى أن إجمالي عام 2017 من المرجح أن يتم تجاوزه.
تشمل الجرائم التي لم يتم التحقيق فيها الاعتداءات الجنسية، والحرائق المتعمدة، وجرائم السطو، والسرقات، والاعتداءات. ويرى بعض النقاد أن هذه الأرقام تعكس تأثير سياسة التقشف على قدرة الشرطة على الوفاء بمسؤولياتها.

## الجدل
كانت شرطة العاصمة مثيرة للجدل حتى قبل تأسيسها في عام 1829. ومنذ السبعينيات، غالبًا ما تركزت هذه الجدل حول العنصرية المؤسسية والتمييز الجنسي المؤسسي داخل المنظمة، إلى جانب الحق في الاحتجاج، وفشل التحقيقات، وانتماء بعض الضباط إلى منظمات محظورة.
في عام 2023، كشف تقرير عن شرطة العاصمة أن المنظمة مليئة بالعنصرية وكراهية النساء ورهاب المثليين، ووصفت بأنها فاسدة. تم إعداد تقرير من 363 صفحة من قبل البارونة لويز كيسي من بلاكستوك بعد اختطاف وقتل سارة إيفيرارد على يد واين كوزينز، وهو ضابط شرطة. وذكر التقرير أن 12% من الموظفات تعرضن للتحرش أو الاعتداء، مع تعرض 33% للتمييز الجنسي. كما أشار التقرير إلى حوادث أخرى، مثل وضع لحم الخنزير في أحذية ضابط مسلم وقص لحية ضابط سيخي. كما أظهر التقرير أن الضباط من خلفيات عرقية أقلية كانوا أكثر عرضة للتأديب وترك الخدمة. وقد تعرض التقرير لانتقادات من جمعية غالوب لعدم التحقيق في رهاب المتحولين جنسيًا.
في عام 2024، تم انتقاد شرطة العاصمة بشأن تعاملها مع الاحتجاجات المؤيدة لفلسطين، خاصة من قبل رئيس الوزراء السابق بوريس جونسون. وأكدت الشرطة أنها تلتزم بدعم التحقيقات التي تجريها المحكمة الجنائية الدولية بموجب النظام الأساسي لروما لعام 1998. وفي أبريل 2024، قامت الشرطة بدفع تعويض مالي كبير لناشر فرنسي اعتُقل واحتُجز بموجب قوانين مكافحة الإرهاب أثناء توجهه إلى معرض كتاب في لندن. وفي أغسطس 2024، أصدرت هيئة التفتيش الملكية تقريرًا ينتقد أداء الشرطة في التحقيقات الجنائية وإدارة المخالفين.
وفي نوفمبر 2024، تم الكشف عن أن شرطة العاصمة كانت على علم بمزاعم حول اعتداء جنسي ضد رجل الأعمال الراحل محمد الفايد قبل عشر سنوات من الاعتراف الرسمي بتلقيها تلك المزاعم. وفتحت الهيئة المستقلة لمراقبة سلوك الشرطة تحقيقًا في طريقة تعامل الشرطة مع هذه القضية.